# Échalas
Échalas és un municipi francès situat al departament del Roine i a la regió d'Alvèrnia-Roine-Alps. L'any 2007 tenia 1.369 habitants.

## Demografia

### Població
El 2007 la població de fet d'Échalas era de 1.369 persones. Hi havia 489 famílies de les quals 90 eren unipersonals (45 homes vivint sols i 45 dones vivint soles), 159 parelles sense fills, 224 parelles amb fills i 16 famílies monoparentals amb fills.
La població ha evolucionat segons el següent gràfic:
Habitants censats

### Habitatges
El 2007 hi havia 530 habitatges, 504 eren l'habitatge principal de la família, 12 eren segones residències i 14 estaven desocupats. 480 eren cases i 48 eren apartaments. Dels 504 habitatges principals, 405 estaven ocupats pels seus propietaris, 71 estaven llogats i ocupats pels llogaters i 27 estaven cedits a títol gratuït; 1 tenia una cambra, 20 en tenien dues, 84 en tenien tres, 170 en tenien quatre i 229 en tenien cinc o més. 416 habitatges disposaven pel capbaix d'una plaça de pàrquing. A 174 habitatges hi havia un automòbil i a 313 n'hi havia dos o més.

### Piràmide de població
La piràmide de població per edats i sexe el 2009 era:
| Homes | Edats   | Dones |
| ----- | ------- | ----- |
| 0     | 95 o +  | 0     |
| 0     | 90 a 94 | 0     |
| 4     | 85 a 89 | 4     |
| 12    | 80 a 84 | 4     |
| 12    | 75 a 79 | 12    |
| 12    | 70 a 74 | 8     |
| 40    | 65 a 69 | 32    |
| 20    | 60 a 64 | 24    |
| 48    | 55 a 59 | 40    |
| 40    | 50 a 54 | 36    |
| 36    | 45 a 49 | 44    |
| 48    | 40 a 44 | 36    |
| 48    | 35 a 39 | 60    |
| 44    | 30 a 34 | 60    |
| 48    | 25 a 29 | 32    |
| 24    | 20 a 24 | 24    |
| 16    | 15 a 19 | 32    |
| 24    | 10 a 14 | 60    |
| 52    | 5 a 9   | 52    |
| 36    | 0 a 4   | 60    |

## Economia
El 2007 la població en edat de treballar era de 907 persones, 681 eren actives i 226 eren inactives. De les 681 persones actives 651 estaven ocupades (343 homes i 308 dones) i 29 estaven aturades (9 homes i 20 dones). De les 226 persones inactives 82 estaven jubilades, 80 estaven estudiant i 64 estaven classificades com a «altres inactius».

### Ingressos
El 2009 a Échalas hi havia 548 unitats fiscals que integraven 1.483 persones, la mediana anual d'ingressos fiscals per persona era de 19.877 €.

### Activitats econòmiques
Dels 38 establiments que hi havia el 2007, 1 era d'una empresa alimentària, 5 d'empreses de fabricació d'altres productes industrials, 11 d'empreses de construcció, 4 d'empreses de comerç i reparació d'automòbils, 2 d'empreses de transport, 1 d'una empresa d'hostatgeria i restauració, 2 d'empreses immobiliàries, 10 d'empreses de serveis, 1 d'una entitat de l'administració pública i 1 d'una empresa classificada com a «altres activitats de serveis».
Dels 15 establiments de servei als particulars que hi havia el 2009, 1 era un taller de reparació d'automòbils i de material agrícola, 3 guixaires pintors, 3 fusteries, 4 electricistes, 1 perruqueria, 1 restaurant i 2 agències immobiliàries.
Dels 2 establiments comercials que hi havia el 2009, 1 era una fleca i 1 una floristeria.
L'any 2000 a Échalas hi havia 41 explotacions agrícoles que ocupaven un total de 912 hectàrees.

## Equipaments sanitaris i escolars
L'únic equipament sanitari que hi havia el 2009 era una ambulància.
El 2009 hi havia 2 escoles elementals.

## Poblacions més properes
El següent diagrama mostra les poblacions més properes.